# Stone in Oxney
Stone in Oxney est un village du Kent, en Angleterre.